# Библиотеки национальных академий наук: проблемы функционирования, тенденции развития
«Библиотеки национальных академий наук: проблемы функционирования, тенденции развития» (укр. Бібліотеки національних академій наук: проблеми функціонування, тенденції розвитку) — міжнародний науково-теоретичний та практичний збірник, періодичне видання НАН України та Міжнародної асоціації академій наук. Засноване 2000 року.
Видання створене за ініціативою президента НАН України, президента Міжнародної асоціації академій наук Б. Є. Патона з метою публікації результатів наукових досліджень національних академічних бібліотек та інформаційних центрів, інформаційних продуктів науково-дослідницьких центрів національних академій наук. Входить до переліку фахових видань, затверджених МОН України у галузі історичних наук та соціальних комунікацій.

До складу редакційної колегії збірника увійшли науковці академічних установ тринадцяти країн: Азербайджану, Білорусі, Вірменії, Грузії, Казахстану, Киргизстану, Литви, Молдови, Російської Федерації, Таджикистану, Туркменістану, Узбекистану, України.

Головний редактор щорічника — академік НАН України Олексій Онищенко.
Серед членів редакційної колегії — члени національних академій наук — В. Васильєв (чл.-кор. РАН), чл.-кор. НАН України: Л. Дубровіна, М. Романюк, В. Петров, В. Широков.
Видавець — Національна бібліотека України імені В. І. Вернадського, Рада директорів бібліотек і наукових центрів Міжнародної асоціації академій наук.

Протягом 2000–2004 рр. збірник видавався із періодичністю одне число на два роки, з 2005 року — щорічне видання.
Електронна версія збірника представлена на порталі «Наукова періодика України» Національної бібліотеки України ім. В. І. Вернадського. Видання індексується Google Scholar.